# أصفاد لدنة

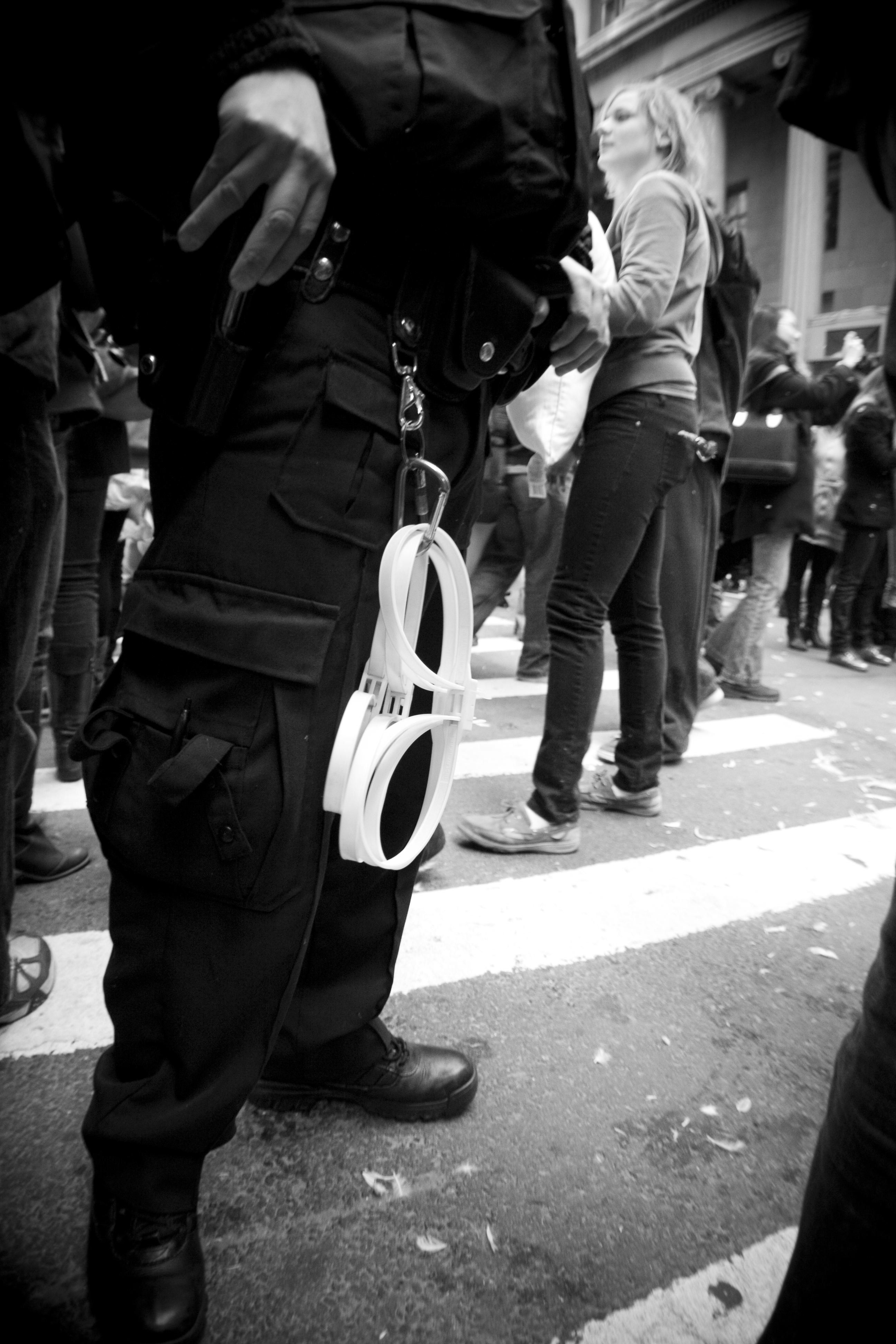
ضابط شرطة يحمل أصفاد لدنة

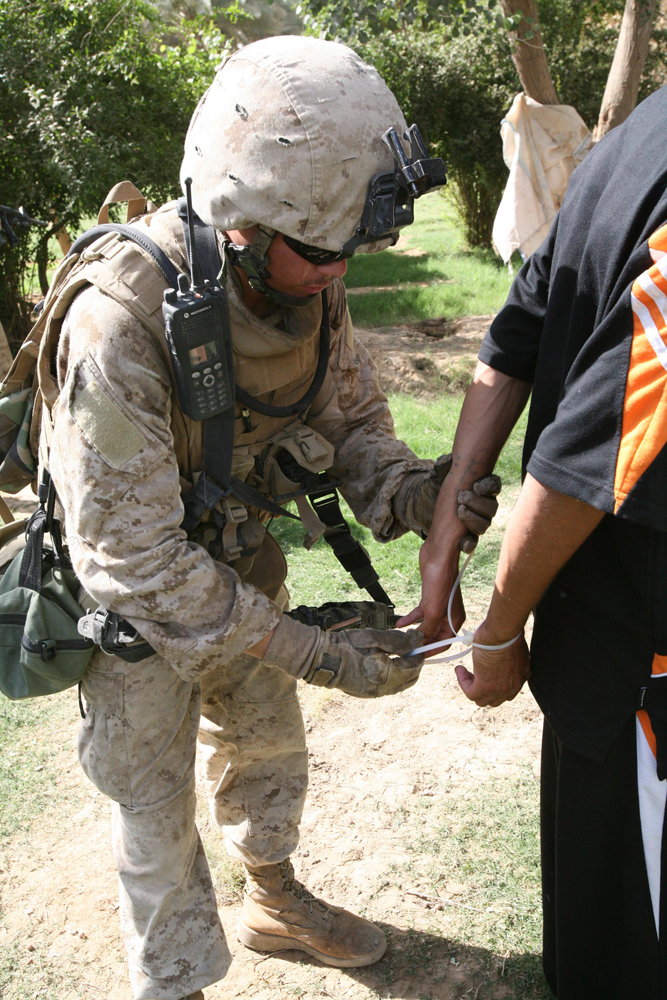
فرد من قوات مشاة البحرية الأمريكية يقوم بتصفيد أحد المتمردين في هيت بالعراق

الأصفاد اللدنة (بالإنجليزية: Plastic handcuffs)‏ (تسمى أيضاً: الأصفاد المرنة أو الأصفاد المزدوجة) هي شكل من أشكال التقييد الجسدي لليدين باستخدام الأشرطة اللدائن. وهي تعمل كأصفاد يدوية لكنها أرخص وأسهل للحمل من الأصفاد المعدنية، ولكن لا يمكن إعادة استخدامها. تم تقديمها لأول مرة في عام 1965.